# Formica oregonensis
Formica oregonensis är en myrart som beskrevs av Cole 1938. Formica oregonensis ingår i släktet Formica och familjen myror. Inga underarter finns listade i Catalogue of Life.

## Bildgalleri

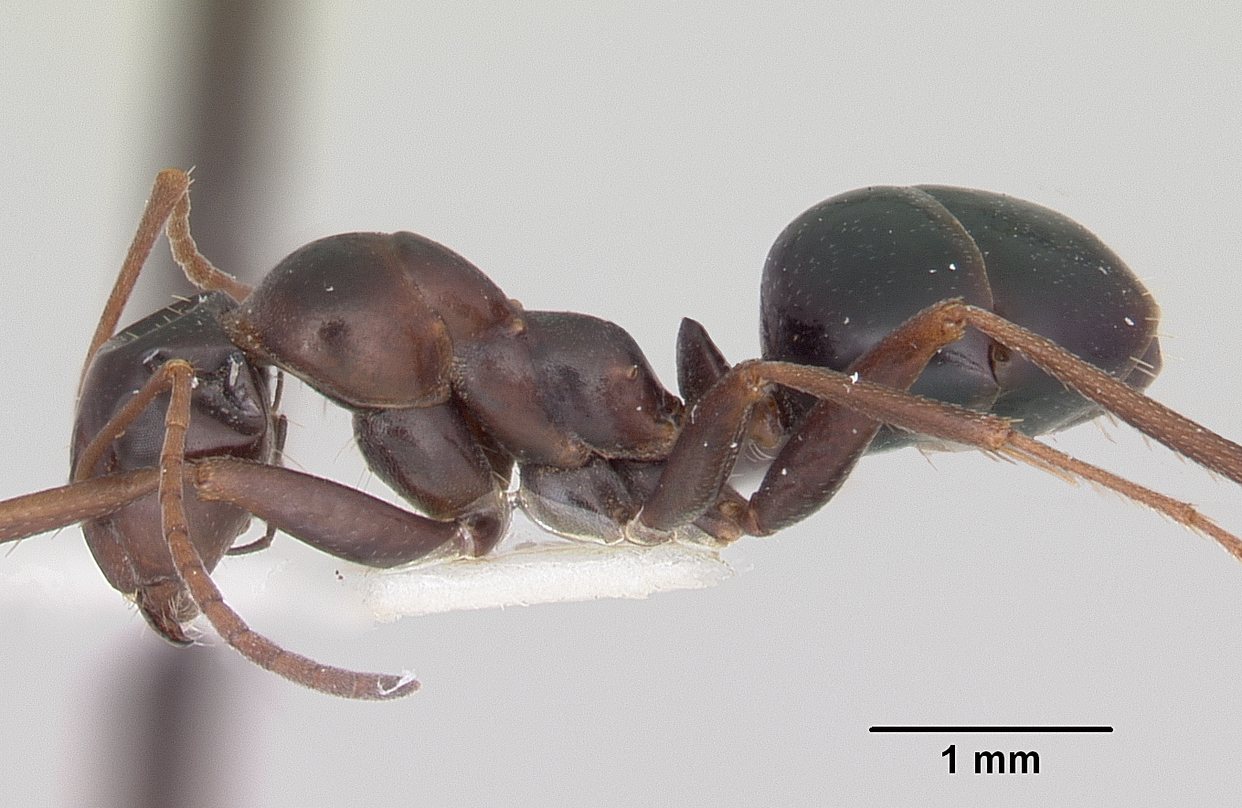
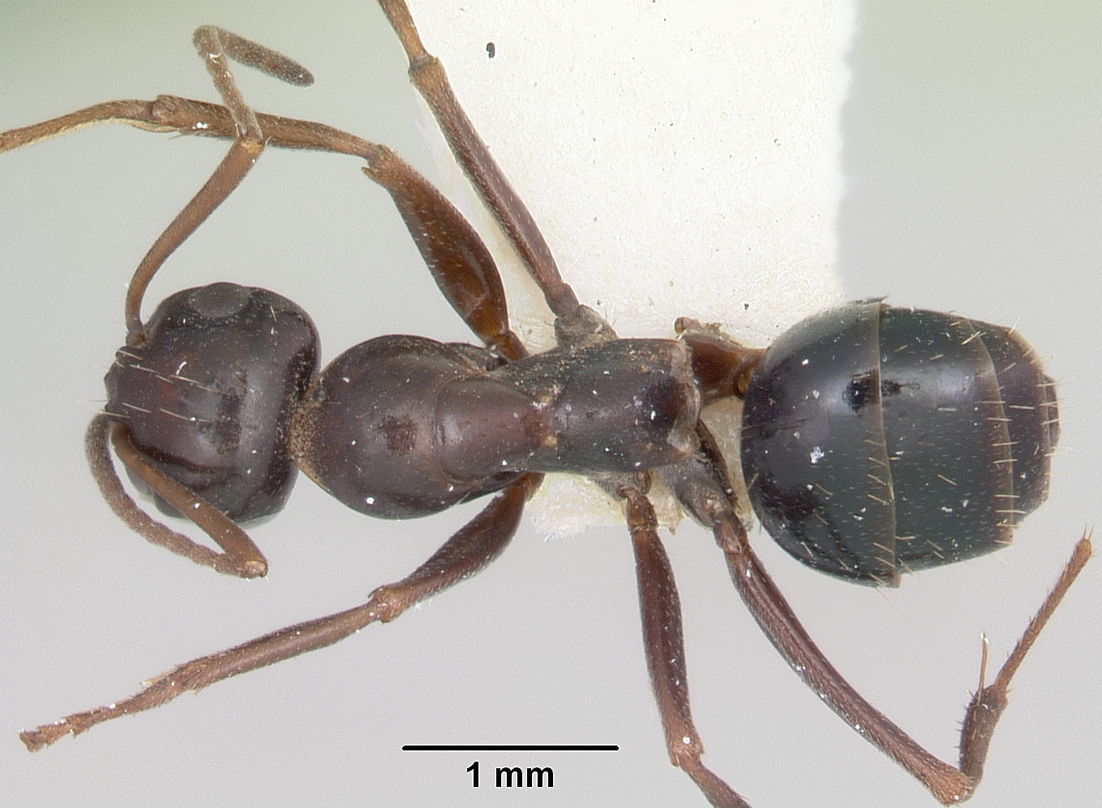
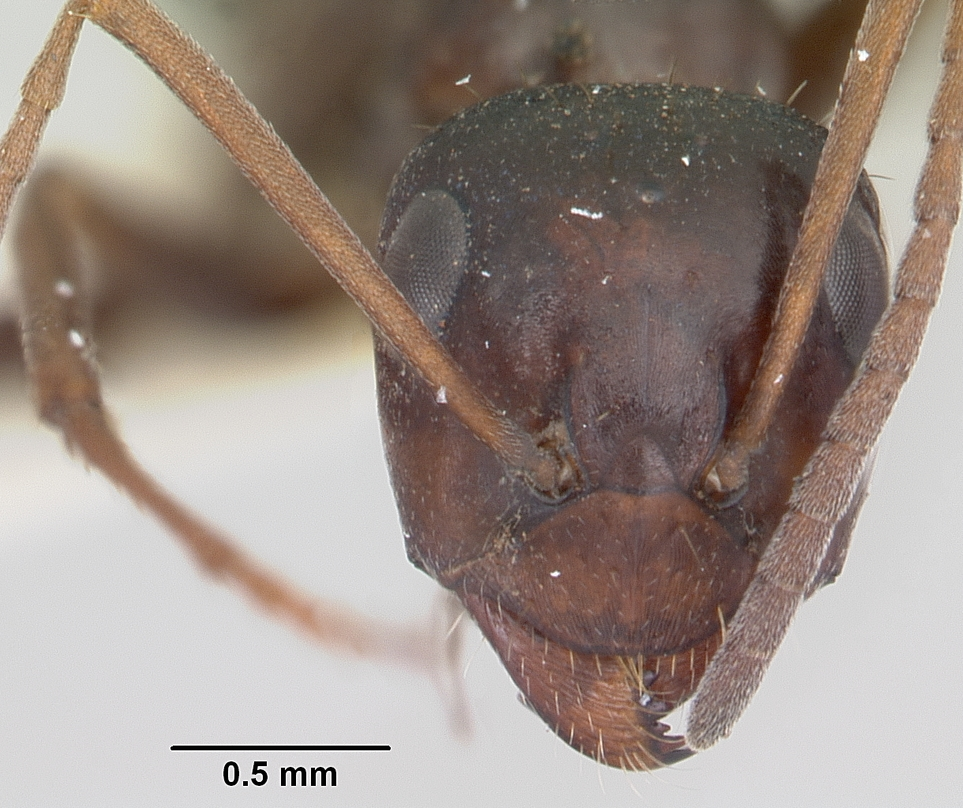
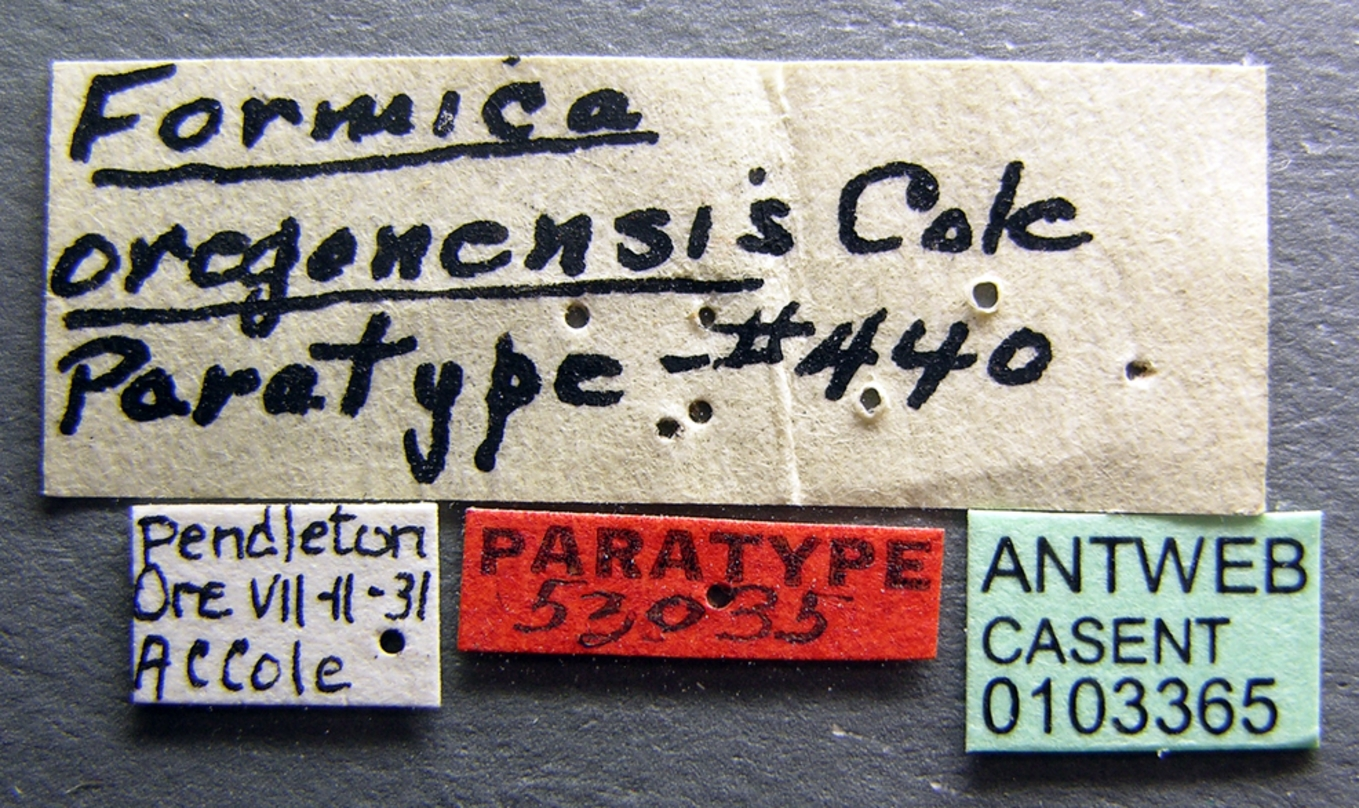
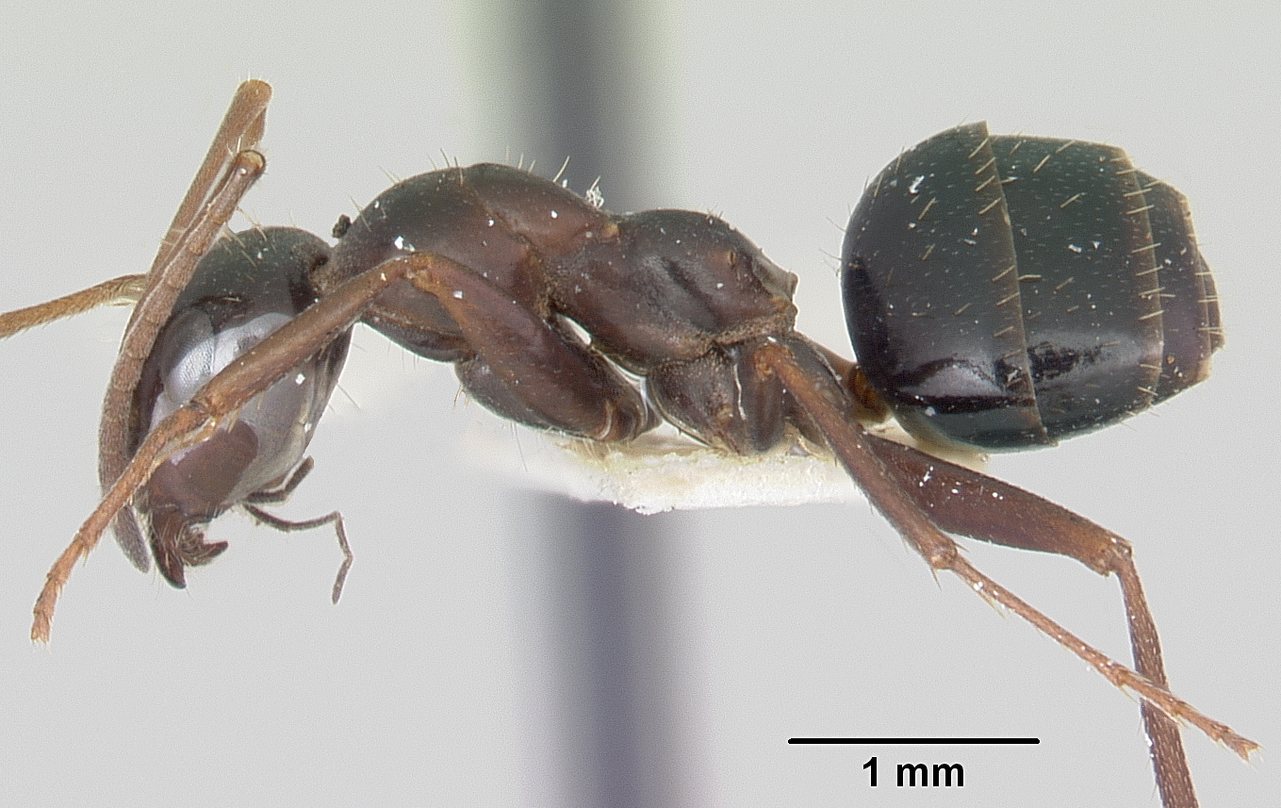
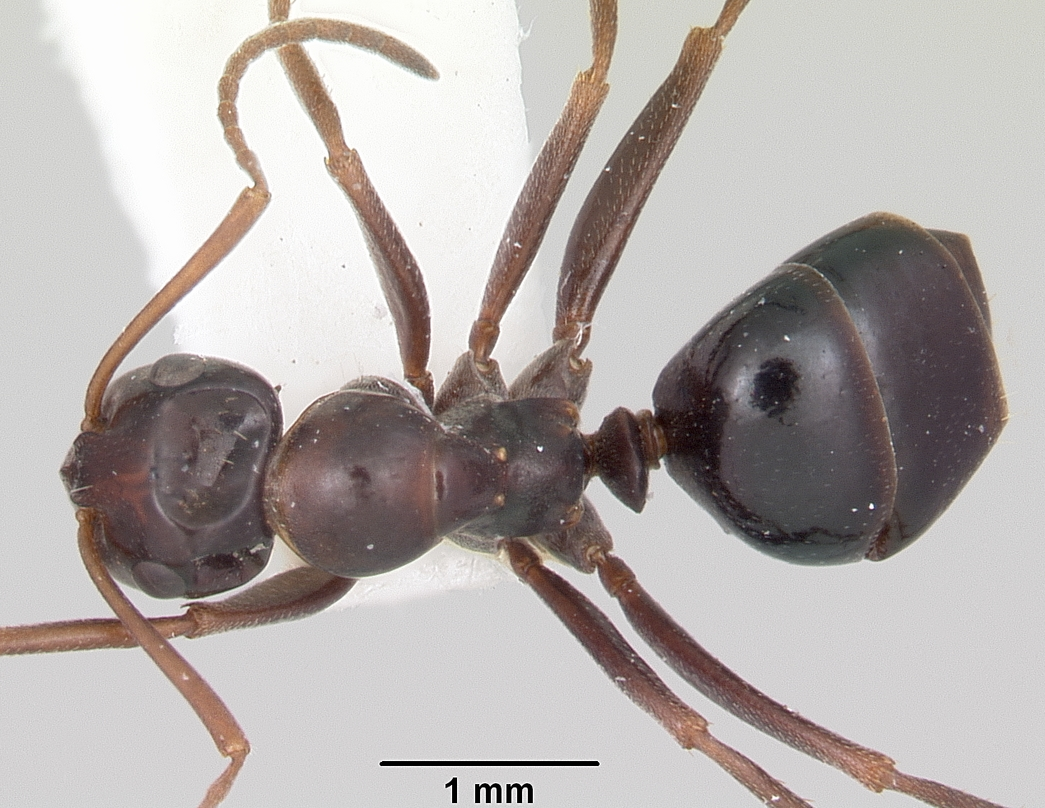